# São Félix de Cantalice a Centocelle (título cardinálicio)
São Félix de Cantalice a Centocelle (em latim, S. Felicis a Cantalicio ad Centumcellas) é um título cardinalício instituído pelo Papa Paulo VI em 29 de abril de 1969. Sua igreja titular é San Felice da Cantalice a Centocelle, no quartiere Prenestino-Centocelle de Roma.

## Titulares protetores
- Stephen Kim Sou-hwan (1969-2009)
- Luís Antônio Gokim Tagle (2012-2025)[3]